# K. Michael Hays
Kenneth Michael Hays (* 18. Oktober 1952) ist ein US-amerikanischer Architekturhistoriker und Hochschullehrer. Er hat derzeit die Eliot-Noyes-Professur für Architekturtheorie an der Graduate School of Design der Harvard-Universität inne.

## Studium
Hays erwarb seinen Abschluss als Bachelor of Architecture 1976 am Georgia Institute of Technology. Anschließend ging er an die School of Architecture and Planning des Massachusetts Institute of Technology (MIT), wo er 1979 seinen Master of Architecture in Advanced Studies in Architekturgeschichte und -theorie erhielt. Seine Dissertation, betreut von Henry A. Millon, trug den Titel Reference, Coherence, Meaning: A Realist Epistemology of Art. 1990 schloss er sein Ph.D.-Programm am MIT in Geschichte, Theorie und Kritik der Architektur und Kunst ab. In seiner zweiten Dissertation, die von Stanford Anderson betreut wurde, schrieb er über Modernism and the Posthumanist Subject: The Architecture of Hannes Meyer and Ludwig Hilberseimer, welche er später in einem Buch mit demselben Titel veröffentlichte.

## Werk
Hays spielte eine zentrale Rolle in der Entwicklung der Architekturtheorie Nordamerikas, was ihm internationales Renommee eingebracht hat. Seine Forschungs- und Lehrtätigkeit umfasst die Themenbereiche der europäischen Moderne und der kritischen Theorie sowie theoretische Fragen der zeitgenössischen Architekturpraxis. Seine Publikationen befassen sich mit dem Werk von Architekten der Moderne wie Hannes Meyer, Ludwig Hilberseimer und Ludwig Mies van der Rohe, aber auch zeitgenössischer Vertretern der Architektur wie Peter Eisenman, Bernard Tschumi, und dem mittlerweile verstorbenen John Hejduk.
Hays war Gründer und Mitherausgeber der wissenschaftlichen Architekturzeitschrift Assemblage, einem in Nordamerika wie auch in Europa führenden Diskussionsforum für Architekturtheorie, welche zwischen 1986 und 2000 erschien.
Von 1995 bis 2005 war er Vorsitzender des Promotionsausschusses und Direktor des Advanced Independent Study Program der Harvard Graduate School of Design. Im Jahr 2000 wurde er zum ersten Adjunct Curator für Architektur am Whitney Museum of American Art ernannt, eine Position, die er bis 2009 innehatte.

## Publikationen
- Modernism and the Posthumanist Subject: The Architecture of Hannes Meyer and Ludwig Hilberseimer (1992), ISBN 0874271290.
- Unprecedented Realism: The Architecture of Machado and Silvetti (1995), ISBN 1568980035.
- Hejduk's Chronotope (1996), ISBN 1568980787.
- Oppositions Reader: Selected Essays 1973-1984 (1998), ISBN 1568981538.
- Architecture Theory Since 1968 (2000), ISBN 0262581884.
- Einführung zu The Singular Objects of Architecture (von Jean Baudrillard und Jean Nouvel) (2002), ISBN 0816639124.
- Sanctuaries: The Last Works of John Hejduk, mit Maxwell L. Anderson, John Hejduk, Toshiko Mori (2002), ISBN 0874271290.
- Scanning: The Aberrant Architectures of Diller + Scofidio, mit Aaron Betsky und Laurie Anderson (2003), ISBN 0874271312.
- Tschumi, mit Giovanni Damiani und Marco De Michelis (2003), ISBN 0789308916.
- Buckminster Fuller: Starting with the Universe, mit Dana A. Miller (2008), ISBN 0300126204.
- Architecture's Desire: Reading the Late Avant-Garde (2010), ISBN  9780262513029.
- Constructing a New Agenda: Architectural Theory 1993-2009 (2010), ISBN 1568988591.
- Log 22, mit zahlreichen weiteren Autoren (2010), ISBN 0983649103.